# Mycoplasma cynos
Mycoplasma cynos è una specie di batterio appartenente alla famiglia delle Mycoplasmataceae.